# Famille Brea
Pour les articles homonymes, voir Brea.
Cette page explique l’histoire ou répertorie les différents membres de la famille Brea.
La famille Brea sont une famille d'artistes d'origine niçoise.

## Membres
- Ludovico Brea  (v. 1450 – v. 1522/1525), peintre du début de la haute Renaissance, qui fut actif sur la Riviera italienne et française ;
- Pietro Brea, peut-être frère de Ludovico Brea ;
- Antonio Brea (it) († 1527) (noté entre 1504 et 1522), frère de Ludovico Brea ;
  - Francesco Brea (1495-1562) (noté entre 1512 et 1555), fils d'Antonio Brea, peintre.